# جادوشن
جادوشن (به لهستانی:  Dziaduszyn) یک روستا در لهستان است که در گمینا پوززدژه واقع شده‌است. جادوشن ۲۰ نفر جمعیت دارد.